# 1920 en Espagne
Cet article présente les faits marquants de l'année 1920 en Espagne.

## Décès
- 4 janvier : Benito Pérez Galdós, romancier espagnol (° 10 mai 1843).

- 16 mai : José Gómez Ortega dit « Joselito » ou encore « Gallito », matador espagnol (° 8 mai 1895).

- 4 juillet : Malla (Agustín García Díaz), matador espagnol (° 5 mai 1897).

- 30 octobre : « El Gordito » (Antonio Carmona y Luque), matador espagnol (° 19 avril 1838).

- 13 novembre : Alexandre de Riquer, peintre, affichiste, écrivain et poète espagnol (° 3 mai 1856).